# Păltiniș, Botoșani
Păltiniș este satul de reședință al comunei cu același nume din județul Botoșani, Moldova, România. Primele referințe legate de satul Păltiniș datează din anul 1585, din timpul domniei lui  Petru al VI-lea Șchiopul.

## Personalități
- Sfântul Ioan Iacob Românul de la Hozeva (1913 - 1960), sfânt în Biserica Ortodoxă Română
- Gheorghe Mărâi, om de știință, cercetător și inventator român, cunoscut pentru contribuțiile sale în domeniul transmisiunilor militare